# Svensk Soldat
Svensk Soldat är en svensk intresseorganisation för soldater bildad 2010, och som till viss del ersatte Värnpliktsrådet när den svenska värnplikten blev vilande. Organisationen är oberoende av Försvarsmakten. Verksamheten beskrevs 2020 som vilande sedan en tid.